# جائزة اليابان الكبرى 2017
جائزة اليابان الكبرى 2017 (رسميًا باسم سباق الجائزة الكبرى اليابانية للفورمولا 1 لعام 2017) هو سباق فورمولا 1 أقيم في حلبة سوزوكا، ميه. كان السادس عشر من أصل 20 في بطولة العالم لسباقات الفورمولا واحد موسم 2017. حلّ البريطاني لويس هاملتون أولا بينما جاء الهولندي ماكس فيرستابين في المركز الثاني وحصل على المركز الثالث الأسترالي دانيل ريكاردو. بلغ الحضور 137,000.